# 老娘舅 (中式快餐)
老娘舅是中華人民共和國一家中式快餐连锁企業，总部位于浙江省湖州市，拥有直营连锁店300多家（浙江150多家，江苏110多家，上海40多家）。老娘舅成立於1998年，2000年11月2日，第一家门店在湖州开业。2009年，老娘舅獲得复星医药子公司上海复星平耀投资管理有限公司投資。老娘舅曾因虛假宣傳違反《中华人民共和国广告法》而遭到處罰。

## 外部鏈接
- 官方网站